# 土井谷誠一
土井谷 誠一（どいたに せいいち、1997年9月3日）は、日本のYouTuberチーム・だいにぐるーぷのメンバー。

## 来歴
1997年9月3日、千葉県習志野市で誕生。その後、だいにぐるーぷのメンバーである加藤と須藤と同じ小学校に進学。
中学校では他のメンバーと出会い、だいにぐるーぷを結成し、サブリーダーに就任。
千葉県立船橋古和釜高等学校に進学し、高校卒業後は、フリーターとして建設業・飲食業に携わりながらプロダクション人力舎の養成所「スクールJCA」に入学しており、在学中に「シュラバ」というコンビでM-1グランプリに出場するなど、芸人としても活動していた。

## 人物
メインチャンネルでは動画編集を担当している。編集では、岩田やじゅんやと同じく「シロ」を担当している。
メインチャンネル開設当初は高卒と明かされていたが、徐々に対決企画やチーム対抗企画が行われ、主なチーム分けで「高学歴vs中卒」として分けられ、1人だけ高卒だとバランスが取れないからとどさくさに紛れて中卒の扱いになってしまった。
後のコメントで、2021年頃のグループ低迷時に専業YouTuberだけでは食べていけなくなり、一時的にではあるが、デリヘルの送迎員や副業をいくつかしていた。